# Rowlandius reyesi
Espèce
Rowlandius reyesi est une espèce de schizomides de la famille des Hubbardiidae.

## Distribution
Cette espèce est endémique de la province de Guantánamo à Cuba,. Elle se rencontre vers Maisí.

## Description
Le mâle holotype mesure 3,60 mm.

## Étymologie
Cette espèce est nommée en l'honneur de Jorge Luis Reyes.

## Publication originale
- Teruel, 2000 : Una nueva especie de Rowlandius Reddell & Cokendolpher, 1995 (Schizomida: Hubbardiidae) de Cuba oriental. Revista Ibérica de Aracnología, vol. 1, p. 45–47 (texte intégral).